# Samoreau
Samoreau je francouzská obec v departementu Seine-et-Marne v regionu Île-de-France. V roce 2012 zde žilo 2 317 obyvatel.

## Poloha
Obec leží na břehu řeky Seiny asi 55 km jihovýchodně od centra Paříže. Sousední obce jsou: Avon, Champagne-sur-Seine, Samois-sur-Seine, Thomery a Vulaines-sur-Seine.

## Vývoj počtu obyvatel
Počet obyvatel